# Johannes Andreas Brinkman

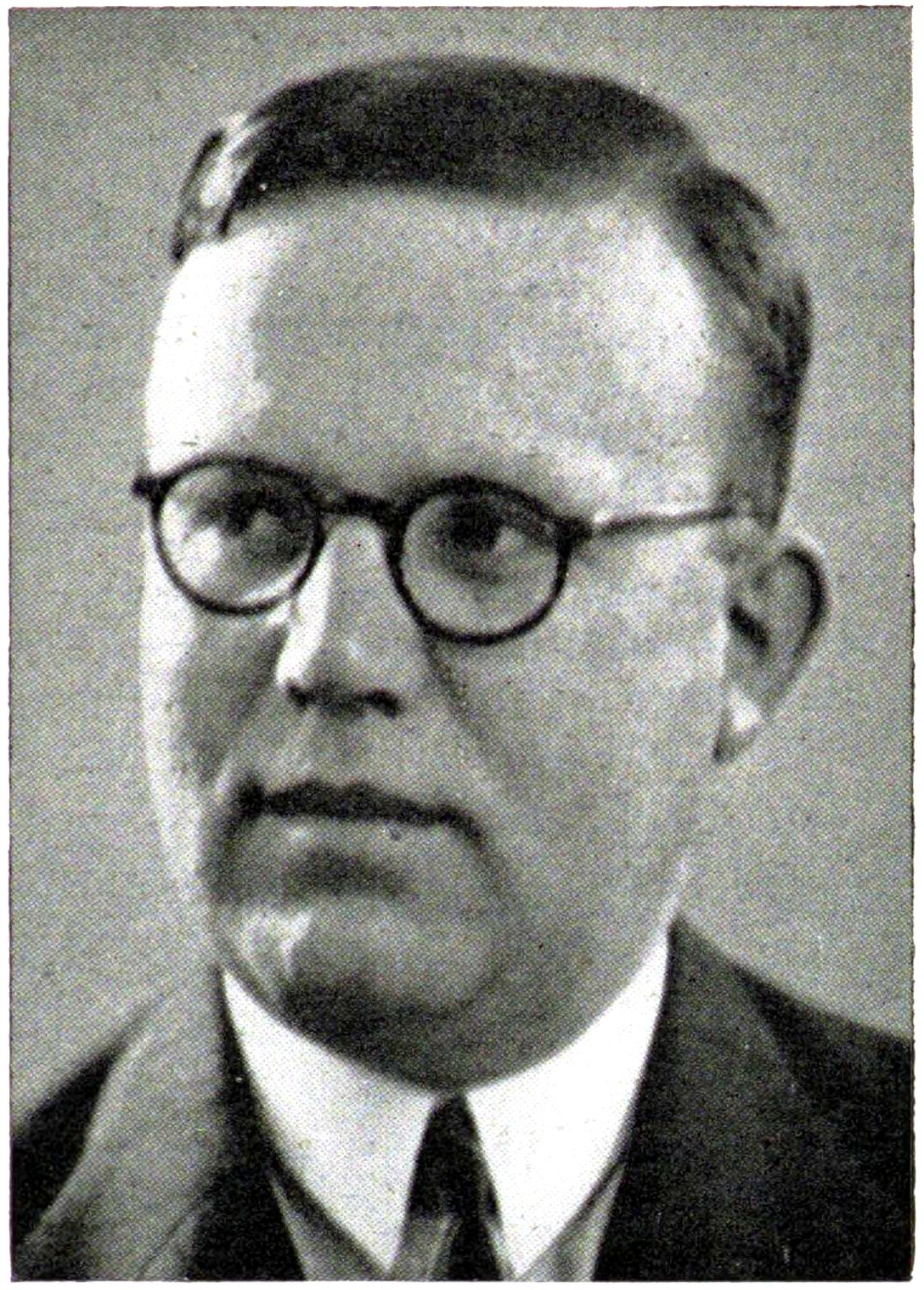
J.A. Brinkman, 1938

Johannes Andreas Brinkman, noto come Jan Brinkman (Rotterdam, 22 marzo 1902 – Rotterdam, 6 maggio 1949), è stato un ingegnere e architetto olandese.

## Biografia

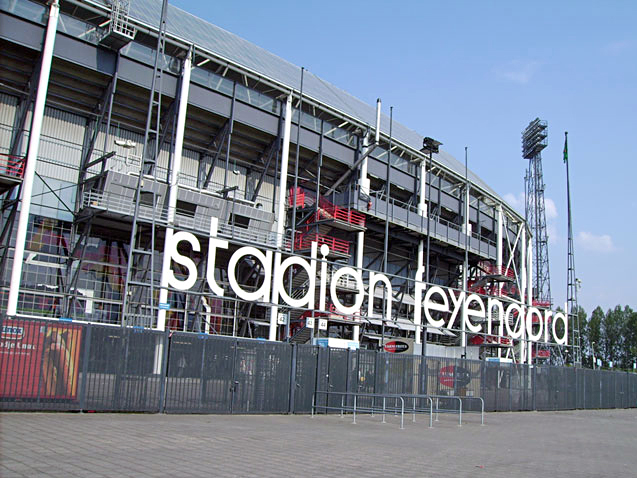
Stadio del Feyenoord a Rotterdam, 1937

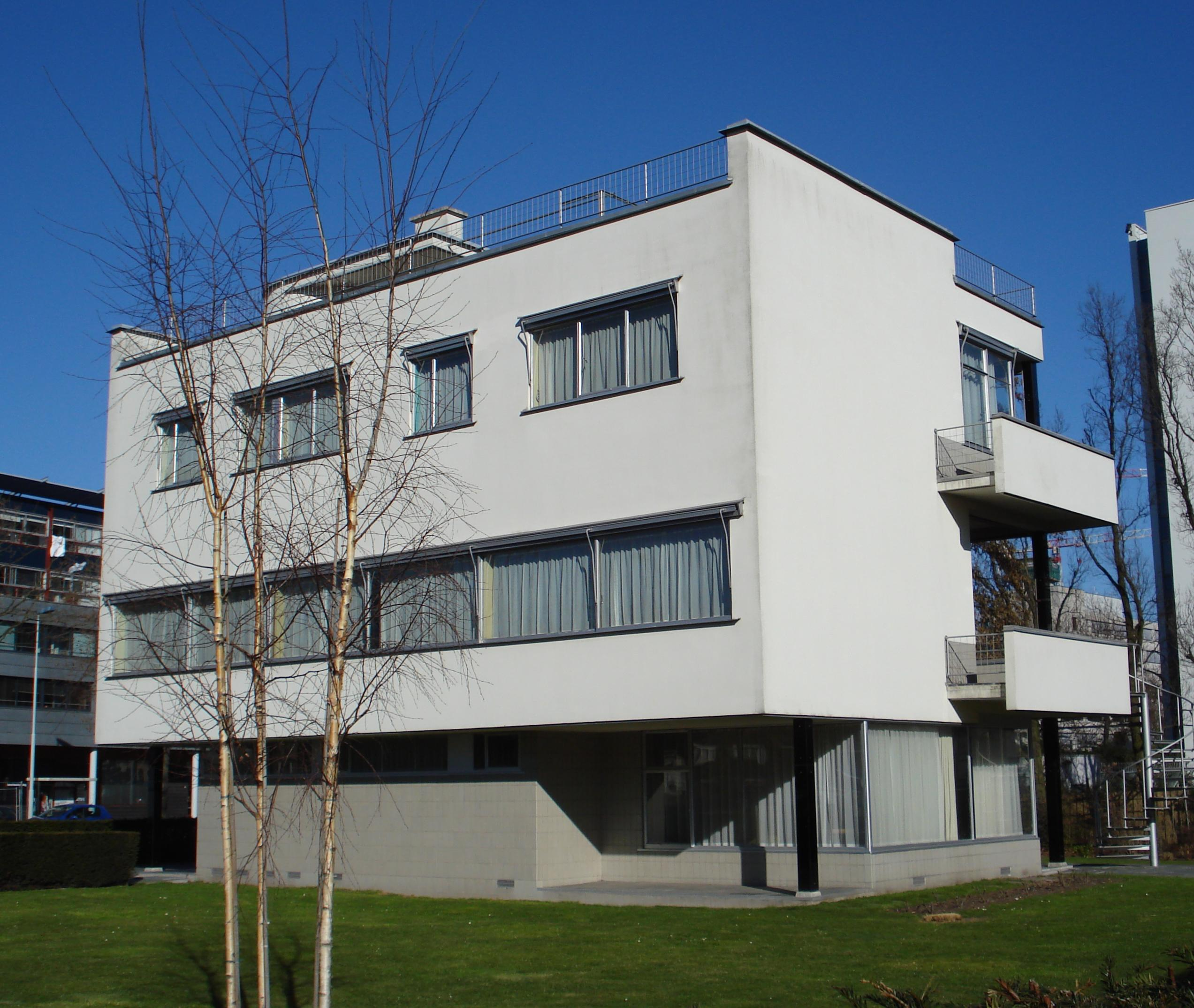
Palazzo Sonneveld a Rotterdam, 1932

Figlio dell'architetto Michiel (1873-1925), Johannes Andreas proseguì l'attività paterna assieme all'architetto Leendert Cornelis van der Vlugt, fino alla morte di quest'ultimo, nel 1936.
Dopo di che collaborò con l'ingegnere I. H. Van den Broeck.
Il celebre binomio Bakema e Van den Broeck si rivelerò l'erede dell'attività di Brinkman.
Questa influenza  si dimostrò molto ricercata e sentita dai protagonisti, al punto che nelle opere degli ingegneri, nonostante le varie collaborazioni, è rintracciabile una visione comune del problema architettonico.
Brinkman e il suo socio esordirono con due lavori di grande importanza e che diedero loro una celebrità internazionale: la colonia e il centro teosofico di Ommen (1927), su richiesta di Van der Leeuw, comproprietario della società Van Nelle; la seconda opera fu la manifattura della Società Van Nelle a Rotterdam, il cui progetto fu presentato alla mostra di Stoccarda nel 1927.
Principalmente il secondo lavoro è considerato uno dei capolavori dell'architettura razionalista.
I corpi di fabbrica sono strutturati in base al ciclo di lavorazione e mostrano con forme differenti le funzioni alle quali sono preposti.
Tra i lavori seguenti di Brinkman si possono menzionare la casa nel Bergpolder di Rotterdam, a struttura in acciaio, in collaborazione con l'architetto Van Tijen del 1934; l'aeroporto a Rijswijk, del 1936.
Inoltre sono da ricordare la sede della Società Van Houten (1940) e quella dei servizi municipali a Rotterdam (1941).

## Opere
- Palazzo Van der Leeuw, Rotterdam (1930);
- Società Van Nelle, Rotterdam (1931);
- Palazzo Sonneveld, Rotterdam (1932);
- Stadio del Feyenoord, Rotterdam (1937);
- Terminal crociere, Rotterdam (1946).